# زانکت یوهان ایندر هاید
زانکت یوهان ایندر هاید (به آلمانی: Sankt Johann in der Haide) یک منطقهٔ مسکونی در اتریش است که در هارتبرگ فورستنفلد واقع شده‌است. زانکت یوهان ایندر هاید ۲۳٫۵۳ کیلومتر مربع مساحت دارد ۳۸۷ متر بالاتر از سطح دریا واقع شده‌است.